# Чемпіонат світу з футболу 2006 (група B)
Матчі Групи B чемпіонату світу з футболу 2006 проходять з 10 червня 2006 року до 20 червня 2006. До групи входять: збірна Англії, Парагваю, Тринідаду і Тобаго та Швеції.
| М  | Команда             | І | В | Н | П | МЗ | МП | РМ | О |
| -- | ------------------- | - | - | - | - | -- | -- | -- | - |
| 1. | Англія ·            | 3 | 2 | 1 | 0 | 5  | 2  | +3 | 7 |
| 2. | Швеція ·            | 3 | 1 | 2 | 0 | 3  | 2  | +1 | 5 |
| 3. | Парагвай ·          | 3 | 1 | 0 | 2 | 2  | 2  | 0  | 3 |
| 4. | Тринідад і Тобаго · | 3 | 0 | 1 | 2 | 0  | 4  | −4 | 1 |